# Michael Gregory
Michael Gregory, né Gary Steven Meimar le 26 novembre 1944 à Brooklyn, est un acteur américain. 

## Biographie
Il est diplômé de l'université d'État de San Francisco.
Sa grande taille (1,80 m) et son physique avantageux lui permettent de devenir mannequin dès les années 1960. Il interrompt toutefois sa carrière pour s'engager dans la guerre du Viêt Nam.
Il débute au cinéma en 1967 sous le nom de Michael Gregory.
En parallèle à sa carrière d'acteur, il est garde du corps de l'acteur Dean Martin pendant les années 1970, avant de fonder sa propre compagnie de gardes du corps.
Il est mieux connu pour avoir incarné, de 1976 à 1978, le docteur Rick Webber dans la série télévisée Hôpital central (General Hospital). Son meilleur rôle au cinéma est d'avoir joué le lieutenant Hedgecock dans RoboCop (1987). L'essentiel de sa carrière se déroule toutefois à la télévision, où il est fréquemment artiste invité de séries télévisées.

## Filmographie

### Cinéma
- 1967 : The Glory Stompers : Jim
- 1975 : Mr. Ricco
- 1976 : Two-Minute Warning
- 1980 : Captive
- 1981 : Longshot
- 1985 : Joey
- 1986 : Nomads
- 1986 : Band of the Hand
- 1987 : RoboCop : Lieutenant Hedgecock
- 1987 : Savage Harbor
- 1988 : The Couch Trip
- 1988 : B.O.R.N.
- 1989 : The Tattoo Chase
- 1990 : Total Recall
- 1991 : Lena's Holiday
- 1991 : Prime Target
- 1992 : Le Cobaye (The Lawnmower Man)
- 1992 : Seedpeople
- 1993 : Firepower
- 1994 : L'Insigne de la honte (The Glass Shield)
- 1995 : Zero Tolerance de Joseph Merhi
- 1996 : Eraser
- 1996 : The Adventures of Pinocchio
- 1996 : Hungry for You
- 1997 : Born Bad
- 1999 : Stealth Fighter
- 1999 : Sol Bianca the legacy
- 2001 : Skippy
- 2001 : Outlaw
- 2002 : Fangs
- 2002 : Spider's Web (en)
- 2002 : Murderous Camouflage
- 2003 : S.W.A.T. unité d'élite
- 2003 : Grand Theft Parsons
- 2004 : The Eliminator
- 2006 : Seth
- 2007 : Adventures of Johnny Tao
- 2009 : Mexican Gold
- 2017 : All About the Money

### Télévision
- 1971 : The Partridge Family
- 1973 : All in the Family
- 1973 : Shaft
- 1973 : Kojak
- 1975 : Gunsmoke
- 1975 : Joe Forrester
- 1975 : Police Woman
- 1976 : Good Heavens
- 1976-1978 : Hôpital central (General Hospital) : Docteur Rick Webber
- 1978 : L'Île fantastique
- 1979 : La Croisière s'amuse (The Love Boat)
- 1979 : Beach Patrol
- 1979 : Rupan sansei: Kariosutoro no shiro
- 1980 : The Misadventures of Sheriff Lobo
- 1983 : Manimal
- 1983 : The Fall Guy
- 1991 : MacGyver (saison 6, épisode 20 "Le sentier des larmes") : Larry Whitecloud
- 2000 : The Three Stooges de James Frawley